# Drtivá porážka (britská verze)
Drtivá porážka je britská verze celosvětově známé gameshow Wipeout, společnost Endemol již prodala licenci nejméně do 30 dalších zemí. Show vysílá britská top TV BBC One, na ostatních jsou velmi často reprízy. Uvádí ji Richard Hammond a Amanda Byram, ta soutěžící povzbuzuje svým smíchem po celou dobu závodu. Show má 4 kola a v každém je z počtu 20 soutěžících několik z nich vyřazeno, než zbudou 3 finalisté do Zóny Drtivé porážky, kde se utkají o výhru 10 000 liber. Show má 6 sérií. Na pořad má vysílací práva Barrandov TV, momentálně ale pořad nevysílá. V minulosti vysílala každý večer 1 díl, který opakovala následující dopoledne Barrandov Plus. Každou sobotu a neděli dopoledne vysílala Kino Barrandov 2 díly a každou sobotu a neděli večer 1 díl americké verze.